# Asterias argonauta
Asterias argonauta is een zeester uit de familie Asteriidae.
De wetenschappelijke naam van de soort werd in 1950 gepubliceerd door Djakonov.